# First Squeeze!
『First Squeeze!』（ファースト・スクウィーズ）は、Juice=Juiceの1枚目のオリジナルアルバム。2015年7月15日にアップフロントワークス（hachamaレーベル）から発売された。

## 概要
オリジナルアルバムであるが、発売時までのシングルが全て収録されており、ベスト・アルバムとしても楽しめる。また通常盤には特典としてハロー！プロジェクトのカバー曲集も付属し、カバーアルバムとしての側面もある。
つんく♂が総合プロデューサーを退いたあと、最初に制作されたアルバムである。
発売形態
| 発売形態        | Disc.1         | Disc.2              | 特典                 | 特典                | 特典                | 規格品番   |
| --------------- | -------------- | ------------------- | -------------------- | ------------------- | ------------------- | ---------- |
| 初回生産限定盤A | The Best Juice | The Brand-New Juice | BD(MV クリップス集)  | トールケース        | ブックレット        | HKCN-50417 |
| 初回生産限定盤B | The Best Juice | The Brand-New Juice | DVD(4/25 札幌ライブ) | トールケース        | ブックレット        | HKCN-50420 |
| 通常盤          | The Best Juice | The Brand-New Juice | CD(The Cover Juice)  | CD(The Cover Juice) | CD(The Cover Juice) | HKCN-50423 |

## 収録曲

### Disc.1 The Best Juice
2014年以前のシングル作品を収録したベストアルバム的なディスク。
1. 天まで登れ! (4:55)
  - 作詞・作曲: つんく、編曲: 平田祥一郎、ブラスアレンジ: 鈴木俊介
  - インディーズ3rdシングル
  - 大塚愛菜の歌声が当時のまま入っており、本作では唯一の6人での歌唱となっている。
2. ロマンスの途中 (5:01)
  - 作詞・作曲: つんく、編曲: 鈴木俊介
  - メジャーデビューシングル
3. 私が言う前に抱きしめなきゃね(MEMORIAL EDIT) (4:16)
  - 作詞・作曲: つんく、編曲: 平田祥一郎
  - メジャーデビューシングル
4. 五月雨美女がさ乱れる(MEMORIAL EDIT) (4:13)
  - 作詞・作曲: つんく、編曲: 板垣祐介、ブラスアレンジ: 鈴木俊介
  - メジャーデビューシングル
5. イジワルしないで 抱きしめてよ (4:03)
  - 作詞・作曲: つんく、編曲: 大久保薫
  - メジャー2ndシングル
6. 初めてを経験中 (4:16)
  - 作詞・作曲: つんく、編曲: AKIRA、ブラスアレンジ: 鈴木俊介
  - メジャー2ndシングル
7. 裸の裸の裸のKISS (4:00)
  - 作詞・作曲: つんく、編曲: 平田祥一郎
  - メジャー3rdシングル
8. アレコレしたい! (3:50)
  - 作詞・作曲: つんく、編曲: 近藤圭一
  - メジャー3rdシングル
9. ブラックバタフライ (3:54)
  - 作詞・作曲: つんく、編曲: 平田祥一郎
  - メジャー4thシングル
10. 風に吹かれて (3:43)
  - 作詞・作曲: つんく、編曲: 平田祥一郎
  - メジャー4thシングル
11. 背伸び (4:31)
  - 作詞・作曲: つんく、編曲: 平田祥一郎
  - メジャー5thシングル
12. 伊達じゃないよ うちの人生は (4:07)
  - 作詞・作曲: つんく、編曲: 平田祥一郎
  - メジャー5thシングル

### Disc.2 The Brand-New Juice
2015年のシングル「Wonderful World/Ça va ? Ça va ?」と新曲を収録。非つんく♂プロデュース曲を中心とした構成となっている。
1. Wonderful World (4:16)
  - 作詞・作曲: イイジマケン、編曲: gaokalab
  - メジャー6thシングル
2. CHOICE＆CHANCE (4:24)
  - 作詞・作曲: 星部ショウ、編曲: 平田祥一郎
3. 愛・愛・傘 (3:55)
  - 作詞・作曲: 中島卓偉、編曲: 大久保薫
4. 生まれたてのBaby Love (4:40)
  - 作詞: 星部ショウ、作曲: masaaki asada、編曲: 松井寛
5. 選ばれし私達 (4:45)
  - 作詞・作曲: つんく、編曲: 山崎淳
6. Ça va ? Ça va ?（サヴァ サヴァ） (3:49)
  - 作詞: 三浦徳子、作曲: 川辺ヒロシ・上田禎、編曲: CMJK
  - メジャー6thシングル
7. GIRLS BE AMBITIOUS (4:02)
  - 作詞・作曲: 中島卓偉、編曲: 中島卓偉・宮永治郎
8. 愛のダイビング (3:24)
  - 作詞・作曲: 星部ショウ、編曲: 土肥真生
9. チクタク 私の旬 (4:10)
  - 作詞: 児玉雨子、作曲: 星部ショウ、編曲: CMJK
10. 未来へ、さあ走り出せ! (4:22)
  - 作詞: 角田崇徳、作曲: KOJI oba、編曲: KOJI oba
11. 続いていくSTORY (5:20)
  - 作詞・作曲: 近藤薫、編曲: 近藤薫・HASSE

### 通常盤 特典CD The Cover Juice
過去のハロー!プロジェクトアーティストの楽曲を収録したカバーアルバムとなっている。
1. Magic of Love（J=J 2015Ver.） (5:05)
  - 作詞・作曲: つんく、編曲: 村山晋一郎
  - 太陽とシスコムーンのカバー。今作のためにオリジナル音源からアレンジを変更している。
2. 香水（J=J 2015Ver.） (4:39)
  - 作詞・作曲: つんく、編曲: 平田祥一郎
  - メロン記念日のカバー。今作のためにオリジナル音源からアレンジを変更している。
3. 鳴り始めた恋のBell (4:32)
  - 作詞・作曲: つんく、編曲: 松井寛
  - 音楽ガッタスのカバー。
4. スクランブル (5:11)
  - 作詞・作曲: つんく、編曲: 鈴木Daichi秀行
  - 後藤真希のカバー
5. BABY! 恋にKNOCK OUT! (4:04) ≪宮崎由加＆金澤朋子＆植村あかり≫ 
  - 作詞・作曲: つんく、編曲: 小西貴雄
  - プッチモニのカバー
6. ラストキッス (4:05) ≪高木紗友希＆宮本佳林≫
  - 作詞・作曲: つんく、編曲: 小西貴雄
  - タンポポのカバー

### 初回生産限定盤A 特典BD内容

#### Music Videoクリップス集
1. ロマンスの途中
2. 私が言う前に抱きしめなきゃね(MEMORIAL EDIT)
3. 五月雨美女がさ乱れる(MEMORIAL EDIT)
4. イジワルしないで 抱きしめてよ
5. 初めてを経験中
6. 裸の裸の裸のKISS
7. アレコレしたい!
8. ブラックバタフライ
9. 風に吹かれて
10. 背伸び
11. 伊達じゃないよ うちの人生は
12. Wonderful World
13. Ça va? Ça va? (サヴァサヴァ)

#### 特典映像
1. ロマンスの途中 -Dance Shot Ver.Ⅱ-
2. ロマンスの途中 -Close-up Ver.-
3. 私が言う前に抱きしめなきゃね(MEMORIAL EDIT) -Dance Shot Ver.-
4. 私が言う前に抱きしめなきゃね(MEMORIAL EDIT) -Dance Shot Ver.Ⅱ-
5. 五月雨美女がさ乱れる(MEMORIAL EDIT) -Dance Shot Ver.Ⅱ-
6. 五月雨美女がさ乱れる(MEMORIAL EDIT) -Close-up Ver.-
7. イジワルしないで 抱きしめてよ（KYAST Dance Shot Ver.)
8. イジワルしないで 抱きしめてよ（KYAST Dance Shot Ver.Ⅱ)
9. 初めてを経験中（Dance Shot Ver.Ⅱ)
10. 裸の裸の裸のKISS（Dance Shot Ver.Ⅱ)
11. アレコレしたい！（Dance Shot Ver.Ⅱ)
12. ブラックバタフライ（Close-up Ver.）
13. 風に吹かれて（Close-up Ver.）
14. 背伸び（Dance Shot Ver.Ⅱ)
15. 伊達じゃないよ うちの人生は（Close-up Ver.）
16. Wonderful World（Close-up Ver.）
17. Ca va ? Ca va ? (サヴァサヴァ)[Close-up Ver.]

### 初回生産限定盤B 特典DVD内容
2015/4/25札幌ペニーレーンで行われた、Juice=Juice ファーストライブツアー2015 News=News ～各地よりお届けします！～最終日の全曲を収録。
1. 会場入り
2. 本番直前コメント
3. ナレーション
4. 伊達じゃないよ うちの人生は
5. MC1
6. 背伸び
7. イジワルしないで 抱きしめてよ
8. 裸の裸の裸のKISS
9. MC2
10. Wonderful World
11. ブラックバタフライ
12. 初めてを経験中
13. MC3
14. SHALL WE LOVE?
15. 香水
16. 風に吹かれて
17. MC4
18. Ça va? Ça va? (サヴァサヴァ)
19. 黄色いお空でBOOM BOOM BOOM
20. 天まで登れ!
21. Magic of Love
22. MC5
23. アレコレしたい!
24. 五月雨美女がさ乱れる(MEMORIAL EDIT)
25. MC6
26. ロマンスの途中
27. 選ばれし私達【ENCORE】
28. インスピレーション!【ENCORE】
29. 鳴り始めた恋のBELL【ENCORE】
30. MC7【ENCORE】
31. 私が言う前に抱きしめなきゃね(MEMORIAL EDIT)【ENCORE】
32. コメント【ENCORE】

## 参加メンバー
- 宮崎由加、金澤朋子、高木紗友希、大塚愛菜、宮本佳林、植村あかり